# Pol Verschuere
Pol Verschuere (* 18. Januar 1955 in Kortrijk) ist ein ehemaliger belgischer Radrennfahrer und nationaler Meister im Radsport.

## Sportliche Laufbahn
Verschuere war im Straßenradsport aktiv. Als Amateur gewann er 1975 das Rennen Paris–Roubaix Espoirs. Auch in der Vuelta a Malaga war er erfolgreich, er gewann die Gesamtwertung und vier Etappen. Die nationale Meisterschaft im Straßenrennen der Amateure entschied er vor Patrick Lefevere für sich. 

Von 1976 bis 1989 war er Berufsfahrer. Dreimal (1980, 1982 und 1986) konnte er eine Etappe in der Tour de France gewinnen. Weitere Etappensiege holte er in der Deutschland-Rundfahrt 1981, in der Valencia-Rundfahrt 1985 und in der Tour of Britain 1988. Dazu kamen einige Siege in belgischen Kriterien. Im Circuit Franco-Belge gewann er eine Etappe, in der Tour de la Province de Liège zwei Etappen. Verschuere gewann die Eintagesrennen Dokter Tistaertprijs (Egmont Cycling Race) 1979, Le Samyn 1981, Grote Prijs Victor Standaert 1982. Zweiter wurde er 1975 in der Tour de Wallonie sowie 1987 im Textielprijs Vichte. Dritter wurde er in der Genfer Kantonsrundfahrt und bei Halle–Ingooigem 1976, im Omloop van West-Brabant 1980 und im Kampioenschap van Vlaanderen 1985. Verschuere bestritt alle Grand Tours. 
| Grand Tour            | 1977 | 1978 | 1979 | 1980 | 1981 | 1982 | 1983 | 1984 | 1985 | 1986 | 1987 |
| --------------------- | ---- | ---- | ---- | ---- | ---- | ---- | ---- | ---- | ---- | ---- | ---- |
| Vuelta a EspañaVuelta | 30   | –    | –    | –    | –    | –    | –    | –    | DNF  | –    | –    |
| Giro d’ItaliaGiro     | 110  | –    | –    | –    | –    | –    | –    | –    | –    | DNF  | DNF  |
| Tour de FranceTour    | –    | –    | 71   | 65   | –    | 81   | –    | –    | –    | DNF  | –    |